# Scytodes oswaldi
Espèce
Scytodes oswaldi est une espèce d'araignées aranéomorphes de la famille des Scytodidae.

## Distribution
Cette espèce est endémique de Madagascar.

## Description
La carapace de la femelle holotype mesure 2,5 mm de long sur 0,5 mm et l'abdomen 3 mm de long sur 2,5 mm.

## Étymologie
Cette espèce est nommée en l'honneur d'Albert O'Swald.

## Publication originale
- Lenz, 1891 : Spinnen von Madagascar und Nossibé. Jahrbuch der Hamburgischen Wissenschaftlichen Anstalten, vol. 9, p. 161-182 (texte intégral).